# Dompremy

Dompremy este o comună în departamentul Marne, Franța. În 2009 avea o populație de 123 de locuitori.